# Малви, Лора
Ло́ра Ма́лви (англ. Laura Mulvey; род. 15 августа 1941 года) — британская феминистка, теоретик кино. Образование получила в Колледже Св. Хильды, Оксфорд. В течение многих лет она работала в Британском институте кино. В настоящее время — профессор киноведения и медиаведения в Биркбеке (Лондонский университет).
В 2008—2009 академическом году работала в качестве приглашённого профессора в Уэсли-Колледже. Была удостоена почётных степеней: почётного доктора гуманитарных наук Университета Восточной-Англии (2006), Доктора права Университета Конкордии (2009), Блумсдэй доктора литературы Университетского колледжа Дублина (2012), почётного доктора Doctor of Humanities Йельского университета (2018).

## Теория кино
Малви по большей части известна своим эссе «Визуальное удовольствие и нарративный кинематограф», написанным в 1973 году и опубликованным в 1975 году влиятельным журналом по теории кино Screen. Позднее оно появляется в сборнике её эссе под названием «Визуальное и другие удовольствия», а после и во многих других антологиях. Её статья, испытавшая влияние теорий Зигмунда Фрейда и Жака Лакана, была одной из первых работ, сдвинувших существовавшую на тот момент ориентацию в теории кино в сторону психоаналитического подхода. Ещё до Малви такие теоретики кино, как Жан-Луис Бодри и Кристиан Мец использовали психоаналитические идеи в теоретическом анализе кино. Вклад Малви состоит в том, что она впервые открыла пересечение трёх дисциплин: психоанализа, теории кино и феминизма.
Малви утверждает, что она намерена использовать концепции Фрейда и Лакана как «политическое оружие». Она применяет некоторые из их концепции, чтобы утверждать, что кинематографический аппарат классического голливудского кино неизбежно ставит зрителя в позицию маскулинного субъекта, причем фигура женщины на экране является объектом желания и «мужским взглядом». В эпоху классического голливудского кино зрителям было предложено отождествлять себя с главными героями, которые были и остаются в подавляющем большинстве мужчинами. Между тем, голливудские женщины-персонажи 1950-х — 1960-х годов, по словам Малви, были закодированы как «то-на-что-направлен-взгляд», в то время как расположение камеры и зритель-мужчина были «носителем взгляда». Малви предлагает два разных способа мужского взгляда этой эпохи: «вуайеристский» (ввосприятие женщины как образа «на который смотрят») и «фетишистский» (восприятие женщины как замены «нехватки»), лежащий в основе психоаналитического страха кастрации.
Малви утверждает, что единственный способ уничтожить патриархальную голливудскую систему — радикально оспаривать и реформировать кинематографические стратегии классического Голливуда при помощи альтернативных феминистских методов. Она призывает к новому феминистскому авангардистскому кинопроизводству, которое разрывает нарративное удовольствие классического голливудского кинопроизводства. Она пишет: «Говорят, что анализ удовольствия или красоты уничтожает их. В этом и состоит цель данной статьи».
Статья «Визуальное удовольствие и нарративный кинематограф» была предметом многих междисциплинарных обсуждений среди теоретиков кино, продолжавшихся до середины 1980-х годов. Критики статьи указывают, что аргумент Малви подразумевает невозможность того, чтобы женщины получали удовольствие от классического голливудского кино, и что её аргументация, похоже, не учитывает зрителей, не организованных по нормативным гендерным признакам. Малви рассматривает эти проблемы в своей статье 1981 года: «Последующие мысли о „Визуальном наслаждении и нарративном кинематографе“», вдохновлённой фильмом Кинга Видора «Дуэль под солнцем», в котором она усматривает метафорический «трансвестизм», когда женщина-зритель может колебаться между маскулинно-закодированной и фемининно-закодированной аналитической позицией зрителя. Эти идеи привели к теории о том, как можно обсуждать гомосексуальных, лесбийских и бисексуальных зрителей. Её статья была написана до того, как были получены результаты поздней волны исследований фан-культур и их взаимодействия со звездами. Теория Queer, разработанная Ричардом Дайером, использовала работы Малви в качестве основания для исследования сложных проекций, которые многие геи-мужчины и женщины создают по отношению к некоторым звёздам-женщинам (например, Дорис Дэй, Лайза Миннелли, Грета Гарбо, Марлен Дитрих, Джуди Гарланд).